# Conques Internes de Catalunya

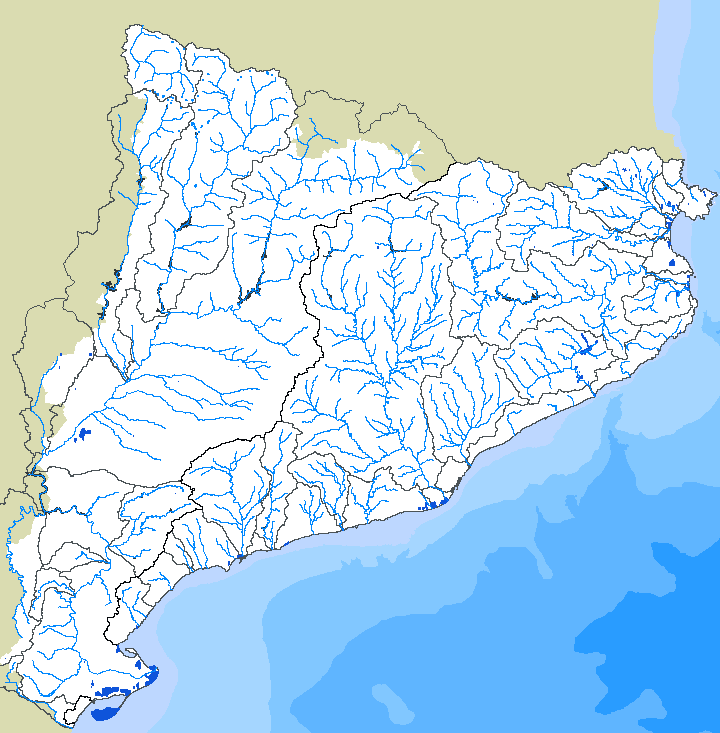
Conques hidrogràfiques de Catalunya

Evolució mensual de l'estat de sequera als municipis catalans de les conques internes (2021-2023)
Normalitat
Prealerta
Alerta
Excepcionalitat
Preemergència
Emergència
No depèn de l'ACA

Les Conques Internes de Catalunya agrupen el vessant oriental de la xarxa hidrogràfica de Catalunya, caracteritzat per incloure els rius que neixen a Catalunya i que finalitzen el recorregut a la Mediterrània, sense desembocar en cap llera intercomunitària.
Inclou les conques dels rius Llobregat, Ter, Muga, Daró, Fluvià, Francolí, Foix, Besòs, Gaià, Tordera i Riudecanyes, així com la totalitat de les rieres costaneres compreses entre la frontera amb França i el desguàs del riu de la Sénia. Exceptua la totalitat de la conca hidrogràfica de l'Ebre i també les dels Sénia i Garona.
Aquestes conques ocupen una superfície de 16.600 km², xifra que representa el 52% del territori autonòmic. Inclouen 634 municipis i el seu conjunt està dividit en 28 unitats hidrològiques, conques, subconques o conjunt de les conques petites. Constitueixen el Districte de Conca Hidrogràfica o Fluvial de Catalunya, són competència exclusiva de la Generalitat de Catalunya i la seva gestió està encomanada a l'Agència Catalana de l'Aigua.
El pla hidrològic de les conques internes de Catalunya de 1999 aplica una quàdruple divisió:
- Sistema Nord (tres subsistemes: Muga-Fluvià, Ter i Tordera)
- Sistema Centre (quatre subsistemes: Besòs-Maresme, Llobregat, Anoia, Garraf-Foix)
- Sistema Sud
- Sistema Baix Ebre-Montsià

Els rius i rieres de les conques internes estan telecontrolats per l'Agència Catalana de l'Aigua a través de les estacions d'aforament. Actualment, més d'un 90% de la població de Catalunya es troba adscrita a aquesta conca hidrogràfica.

## Consulta de l'estat actual de les conques internes
L'ACA, va habilitar a la seva pàgina web (aca.gencat.cat) un espai on comprovar quin és l'estat de les conques internes de Catalunya a través d'una bombolla que mostra un percentatge respecte la capacitat total (100%) de les conques.
Pots consultar l'estat actual de les conques fent clic aquí.